# Sclateria naevia
El hormiguero plateado (en Colombia, Ecuador y Perú) u hormiguero trepador (en Venezuela) (Sclateria naevia), es una especie de ave paseriforme de la familia Thamnophilidae, el único miembro del género Sclateria. Es nativo de la cuenca amazónica y de parte del escudo guayanés en Sudamérica

## Distribución y hábitat

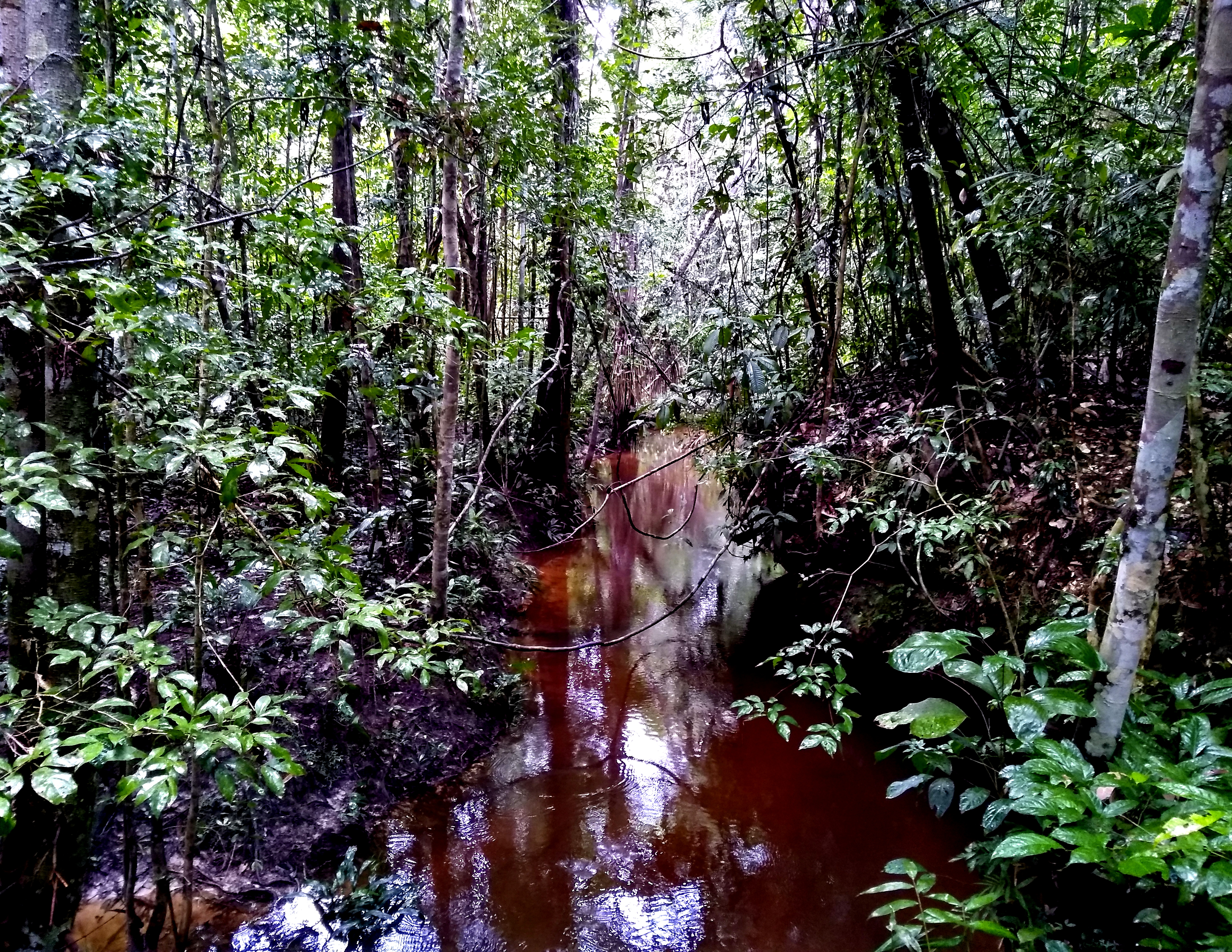
Arroyo en la selva amazónica, hábitat típico de la especie, en Manacapuru, Amazonas, Brasil.

Se distribuye por la zona tropical de América del Sur, sur y este de Colombia, suroeste a este de Venezuela,   Trinidad y Tobago, centro norte de Guyana, de Surinam y de Guayana francesa, Amazonia brasileña, este de Ecuador, este de Perú y norte de Bolivia. Ver más detalles en Subespecies.
Esta especie es bastante común en el sotobosque de bosques de várzea y a largo de márgenes pantanosas de lagos y cursos de agua (siempre cerca de agua). Hasta los 600 m de altitud.

## Descripción
El hormiguero plateado mide 15 cm de longitud y pesa 20 g. El macho adulto de la subespecie del norte S. n. naevia tiene el dorso gris oscuro y las alas oscuras con dos hileras de manchas blancas. Las partes inferiores son blancas, extensa y ampliamente veteadas de gris. La hembra presenta las partes superiores de color pardo oscuro, con puntos beige en el ala y partes inferiores ampliamente veteado de gris. Los machos de la subespecie amazónica S. n. argentata tienen los flancos y la parte superior del pecho gris blanquecino con manchas grises, y las hembras tienen las partes inferiores blancas con el centro de los lados de color rojizo en la cabeza, cuello y cuerpo.

## Comportamiento
Es un ave terrestre que frecuenta zonas húmedas de sombra, como en la maleza o bajo la vegetación que domina cerca de los arroyos, lagunas o pantanos. 

### Alimentación
Se encuentra generalmente en parejas, comiendo pequeños insectos y otros artrópodos en el suelo, entre la hojarasca, o en la superficie del agua.

### Vocalización
El hormiguero plateado tiene una fuerte llamada, «pi-pi-pi-pi-pi-pi-pi», a menudo el primer indicio de su presencia en su hábitat difícil.

## Sistemática

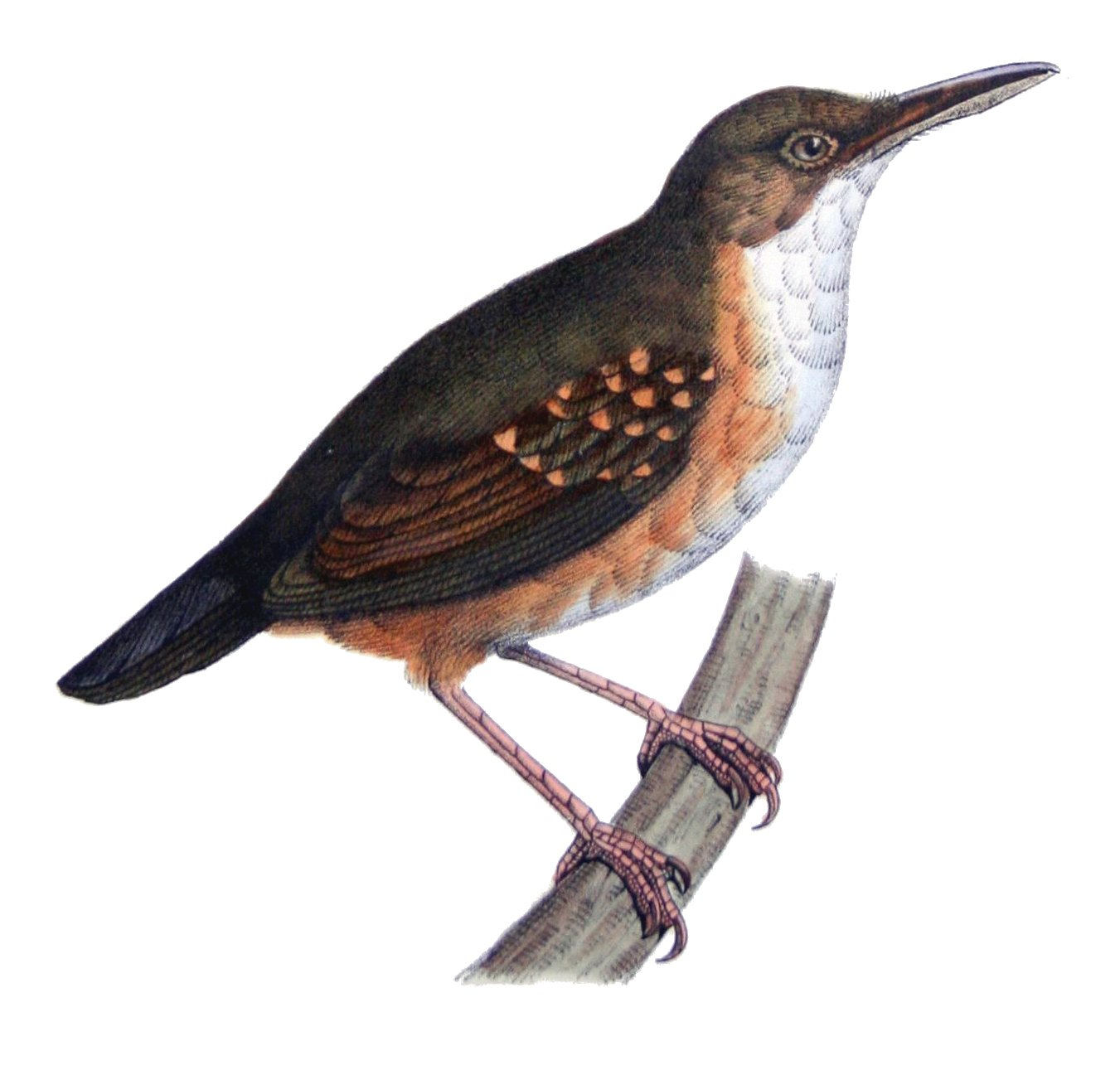
Sclateria naevia, hembra, ilustración de Castelnau, para Expédition dans les parties centrales de l'Amérique du Sud, de Rio de Janeiro à Lima et de Lima au Para, 1856.

### Descripción original
La especie S. naevia fue descrita por primera vez por el naturalista alemán Johann Friedrich Gmelin en 1788 bajo el nombre científico Sitta naevia; localidad tipo «Surinam».
El género Sclateria fue descrito por el ornitólogo estadounidense Harry Church Oberholser en 1899.

### Etimología
El nombre genérico femenino «Sclateria» conmemora al zoólogo británico Philip Lutley Sclater (1829-1913);  y el nombre de la especie «naevia», proviene del latín «naevius»: punteado, marcado.

### Taxonomía
La subespecie nominal y argentata se diferencian distintivamente en el plumaje (a pesar de que los cantos son idénticos), mientras las subespecies intermediarias diaphora y toddi pueden representar una variación clinal; se precisan más estudios. El taxón Myrmeciza dubia, descrito a partir de un único ejemplar de Pará, en la Amazonia oriental, es generalmente considerado un sinónimo de la presente especie.
Estudios genéticos recientes indican que el presente género está hermanado con el conjunto de especies ahora agrupadas en Myrmelastes, a este grupo lo denominaron «clado Sclateria», colocado dentro de una tribu Pyriglenini.

### Subespecies
Según la clasificación del Congreso Ornitológico Internacional (IOC) y Clements Checklist v.2017, se reconocen cuatro subespecies, con su correspondiente distribución geográfica:
- Sclateria naevia naevia (Gmelin, 1788) — este de Venezuela (este de Sucre al sur hasta Delta Amacuro y este y sur de Bolívar), Trinidad, las Guayanas, y noreste de la Amazonia brasileña (bajo río Negro al este hasta Amapá y, al sur del río Amazonas, al este del río Tocantins hasta el oeste de Maranhão).
- Sclateria naevia diaphora Todd, 1913 — centro sur de Venezuela (cuenca del bajo río Caura, en el noroeste de Bolívar).
- Sclateria naevia toddi Hellmayr, 1924 — centro sur de la Amazonia brasileña (desde el bajo río Madeira y ambas márgenes del Teles Pires al este hasta el Tocantins).
- Sclateria naevia argentata (Des Murs, 1856) — suroeste de Venezuela (oeste y sur de Amazonas), sureste de Colombia (al sur desde Meta y Vichada), este de Ecuador, este de Perú, oeste de la Amazonia brasileña (al este hasta el río Madeira, Rondônia y suroeste de Mato Grosso) y noroeste y este de Bolivia (Pando, La Paz, oeste de Beni, Cochabamba, extremo noreste de Santa Cruz).